# Narella irregularis
Narella irregularis är en korallart som först beskrevs av Sôichirô Kinoshita 1907.  Narella irregularis ingår i släktet Narella och familjen Primnoidae. Inga underarter finns listade i Catalogue of Life.